# Khướu đuôi dài
Khướu đuôi dài (danh pháp hai phần: Gampsorhynchus rufulus) là một loài chim trong họ Pellorneidae.
Nó được tìm thấy ở Bangladesh, Bhutan, Trung Quốc, Ấn Độ, Lào, Malaysia, Myanma, Nepal, Thái Lan, Việt Nam.
Môi trường sống tự nhiên của nó là rừng đất thấp ẩm nhiệt đới cận nhiệt đới và rừng núi nhiệt đới hoặc cận nhiệt đới.